# Kuhtor (Danzig)

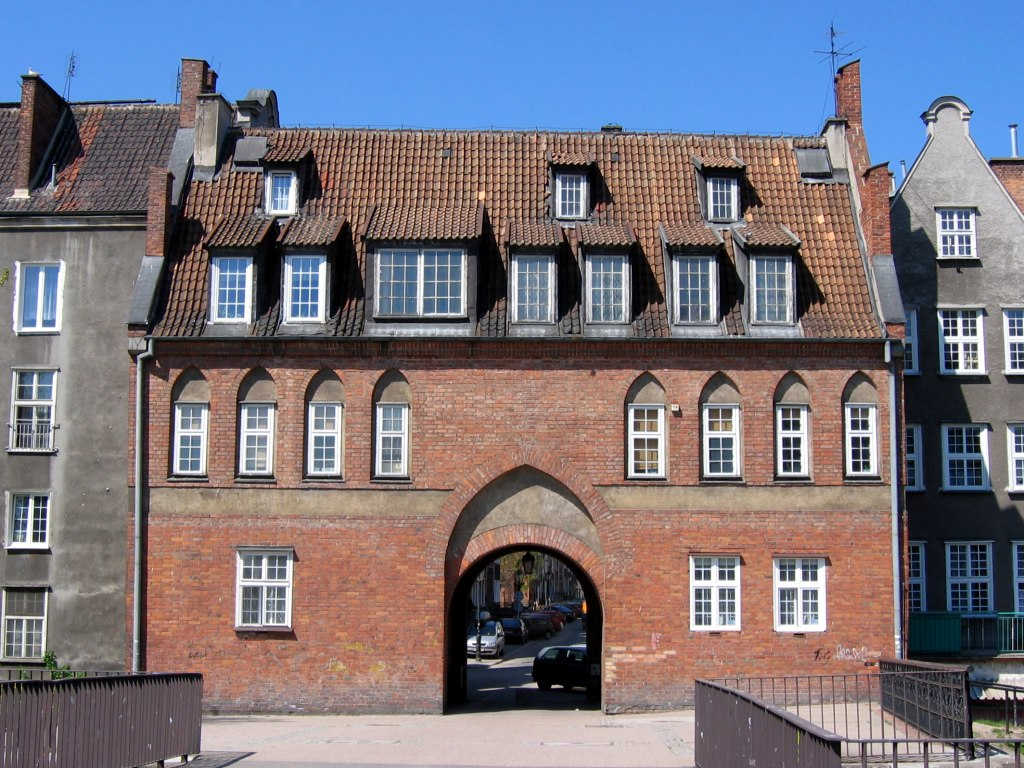
Das Kuhtor

Das Kuhtor (poln. Brama Krowia) befindet sich in Danzig am Mottlauufer. 

## Geschichte
Das Kuhtor wurde im vierzehnten Jahrhundert im gotischen Stil errichtet. Ursprünglich hatte das Kuhtor nur eine ziemlich schmale Durchfahrt. Später wurde ein Durchgang für Passanten durchbrochen.
Das Kuhtor verbindet die Hundegasse (poln. ul. Ogarna) mit der Kuhbrücke (poln. Most Krowi). Den Namen verdankt es der Tatsache, dass durch das Tor Kühe zum Schlachthof auf der Speicherinsel getrieben wurden.
Als die hölzerne Kuhbrücke 1901/02 durch eine eiserne Zugbrücke ersetzt wurde, wurde das Kuhtor gründlich umgebaut, es erhielt eine breite Durchfahrt und zwei breite Durchgänge. Das Aussehen wurde nach dem damaligen Geschmack geändert. Das Tor wurde in Neues Kuhtor umbenannt.
Das Tor wurde 1945 weitgehend zerstört. Beim Wiederaufbau wurde das ursprüngliche gotische Aussehen wiederhergestellt, wobei die erhaltenen gotischen Mauern in das neue Mauerwerk integriert wurden. Das Tor beherbergt die Polnische Touristen- und Landeskundegesellschaft.

## Galerie

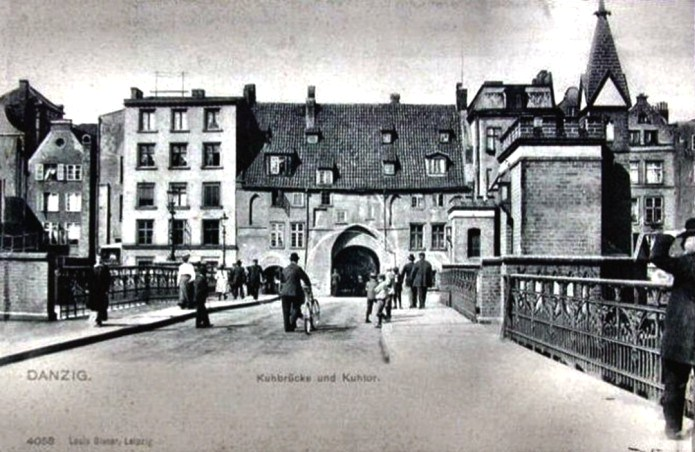
Alte Postkarte des Kuhtores mit Kuhbrücke, um 1900
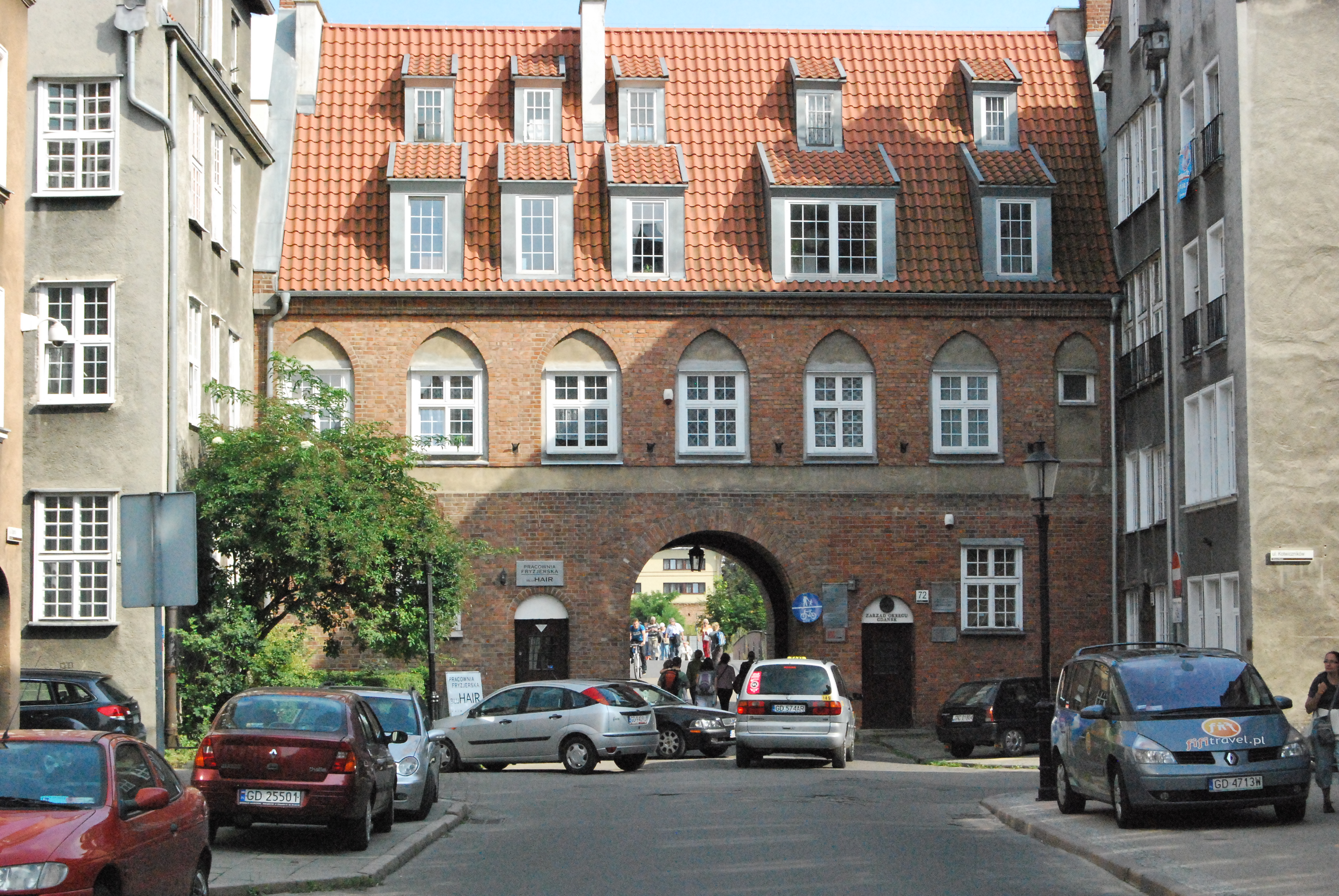
Rückansicht
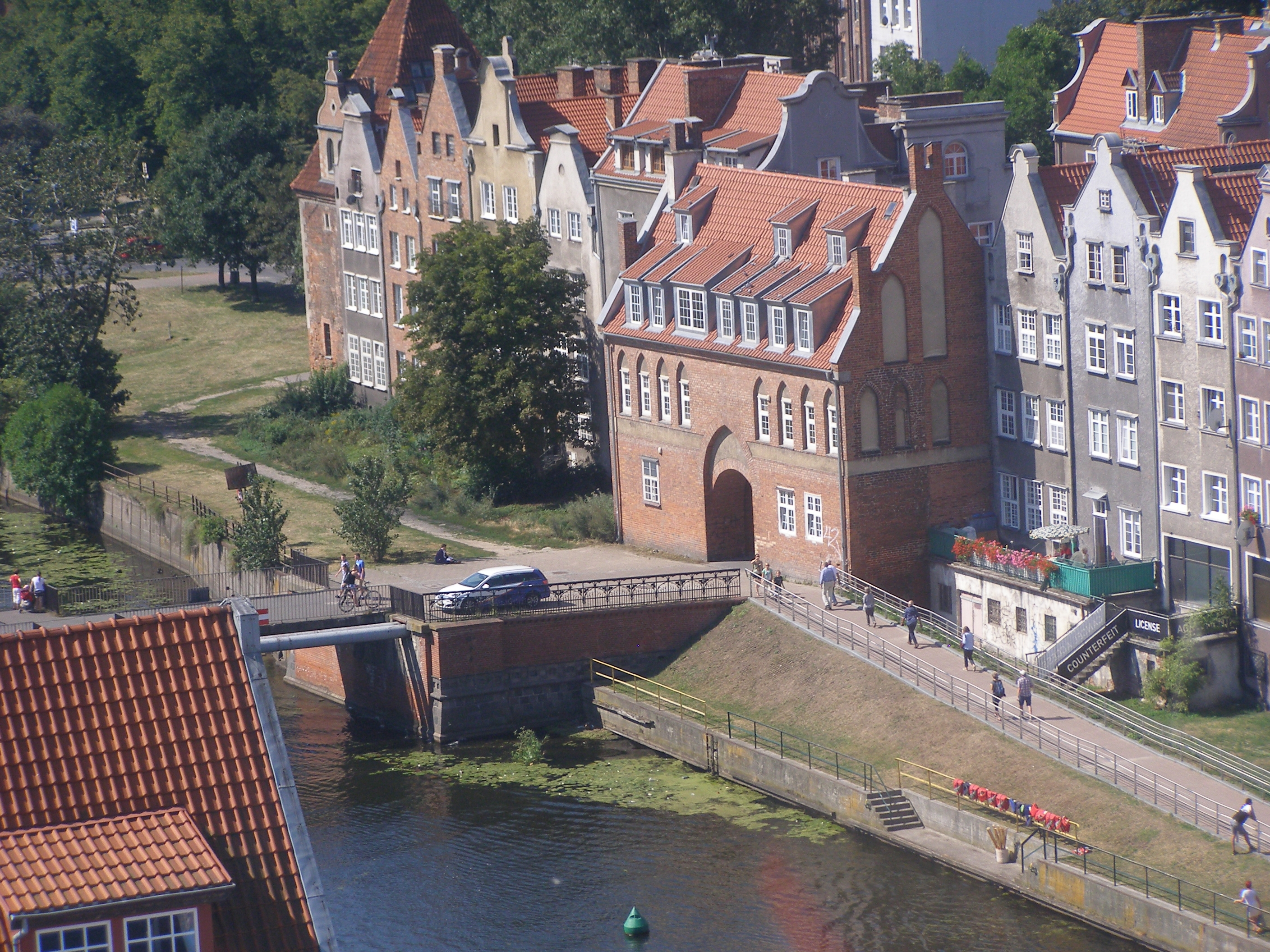
Luftbild
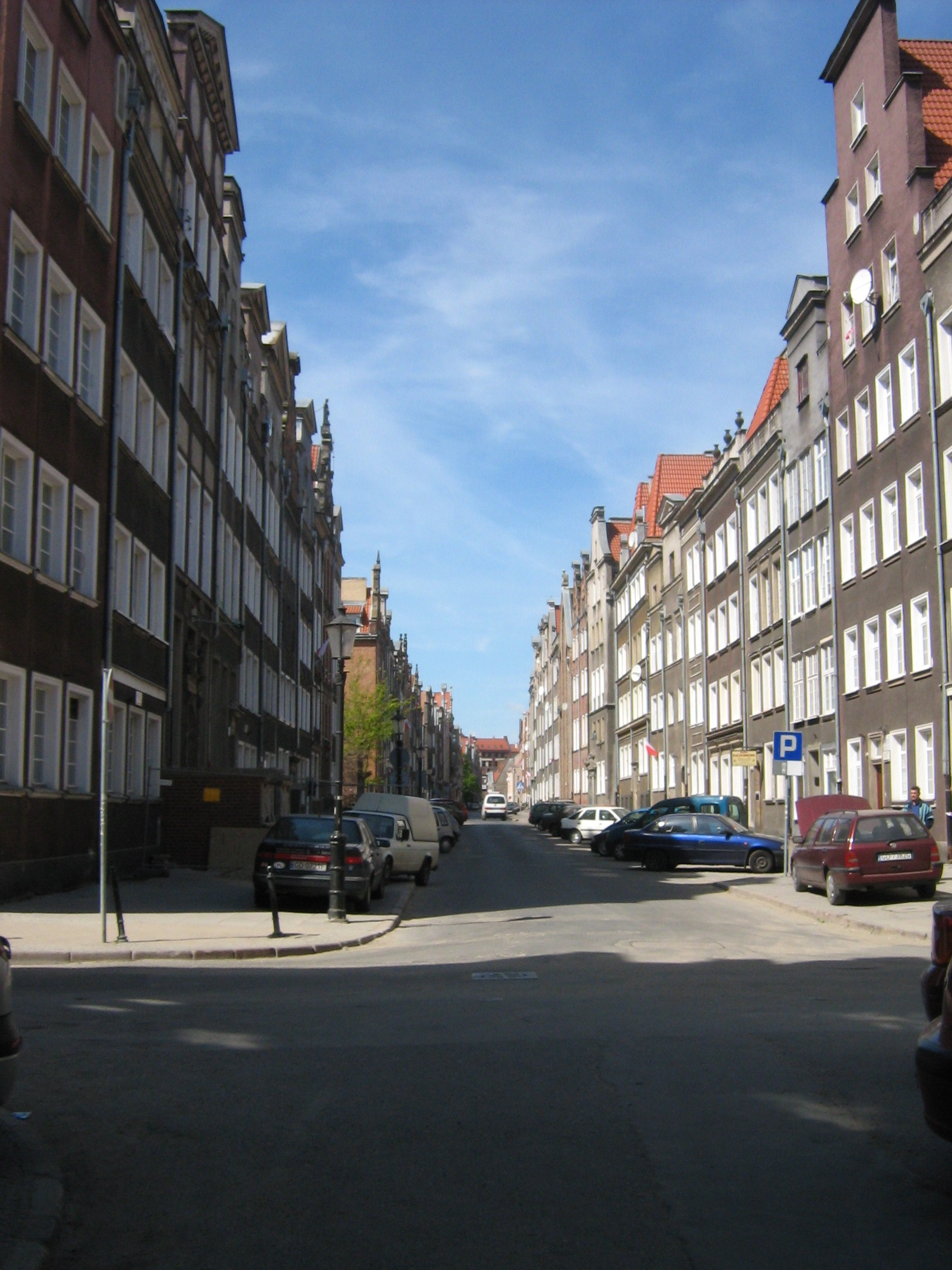
Hundegasse